# Baie de Saint-Marc
Pour les articles homonymes, voir Saint-Marc.
La baie de Saint-Marc est une baie du golfe de la Gonâve, au large de la ville de Saint-Marc, à Haïti.